# هبسفرد (تشيشير)
هبسفرد (بالإنجليزية: Hapsford)‏ هي قرية و أبرشية مدنية تقع في المملكة المتحدة في إنجلترا.  يقدر عدد سكانها بـ 129 نسمة .